# Jerzy Goliński (polityk)
Jerzy Paweł Goliński (ur. 27 maja 1932 w Urzędowie, zm. 1 lutego 2001 w Szczecinie) – polski radca prawny i polityk, poseł na Sejm PRL IX kadencji.

## Życiorys
Uzyskał tytuły zawodowe: magistra prawa oraz magistra historii na Uniwersytetach: Adama Mickiewicza w Poznaniu oraz Katolickim w Lublinie. W 1975 ukończył aplikację radcowską. W latach 1956–1969 pracował w Słowie Powszechnym jako redaktor, był także instruktorem Oddziału Wojewódzkiego PAX w Szczecinie, następnie zaś jego przewodniczącym (1969–1974). Od 1969 wykonywał mandat radnego Wojewódzkiej Rady Narodowej w Szczecinie, był jej wiceprzewodniczącym. W latach 1985–1989 pełnił mandat posła na Sejm PRL IX kadencji w okręgu Szczecin z ramienia PAX. Zasiadał w Komisji Nauki i Postępu Technicznego, Komisji Współpracy Gospodarczej z Zagranicą oraz w Komisji Transportu, Żeglugi i Łączności. Był wiceprzewodniczącym Rady Wojewódzkiej PRON oraz członkiem Zarządu Głównego PAX w Warszawie.
Pochowany na cmentarzu Centralnym w Szczecinie.

## Odznaczenia
- Krzyż Kawalerski Orderu Odrodzenia Polski (1984)
- Złoty Krzyż Zasługi (1976)
- Srebrny Krzyż Zasługi (1971)
- Medal 30-lecia Polski Ludowej (1974)
- Medal 40-lecia Polski Ludowej (1985)[2].